# Põlva
Põlva kisváros Észtországban, Põlva megye és Põlva község székhelye. Népessége 2021-ben 5454 fő volt, amely a megye népességének 22,3%-a. 

## Történelme
Põlvát svájci kisvárosnak nevezték a külföldi látogatók, mert négy dombon fekszik, és a köztük lévő széles völgyben egy gyönyörű gáttó terül el. A legenda szerint Põlva nevét a templomba befalazott térdelő lányról kapta. Ugyanez a 13. században épült Mária-templom a mai napig várja vendégeit. Az észt dalos mulatságok hagyománya Põlvában kezdődött, itt tartják életben a nemzeti fúvós hangszerhagyományt. 2015 óta Põlva Észtország fújtatófővárosa. A 2018 nyarán elkészült központi tér egy kellemes találkozóhely. A szigeten található egy tó.

## Távolsága más városoktól
- Tartu: 49 km
- Pszkov: 111 km
- Pärnu: 199 km
- Narva: 226 km
- Tallinn: 231 km
- Riga: 252 km

## Népessége
Põlva népességének változása:
A város népessége nemzetiség szerint (2000 és 2011):
| Nemzetiség | 2000  | 2000  | 2011  | 2011  |
| Nemzetiség | Fő    | %     | Fő    | %     |
| ---------- | ----- | ----- | ----- | ----- |
| Észt       | 6234  | 96,4  | 5594  | 97,0  |
| Orosz      | 132   | 2,04  | 99    | 1,71  |
| Ukrán      | 36    | 0,55  | 32    | 0,55  |
| Finn       | 21    | 0,32  | 16    | 0,28  |
| Fehérorosz | 9     | 0,14  | 2     | 0,035 |
| Tatár      | 3     | 0,046 | 2     | 0,035 |
| Zsidó      | 0     | 0     | 1     | 0,017 |
| Lett       | 1     | 0,015 | 1     | 0,017 |
| Litván     | 1     | 0,015 | 1     | 0,017 |
| Lengyel    | 0     | 0     | 1     | 0,017 |
| Német      | 2     | 0,031 | 1     | 0,017 |
| Más        | 17    | 0,26  | 15    | 0,26  |
| Nem ismert | 11    | 0,17  | 2     | 0,035 |
| Összesen   | 6 467 | 100%  | 5 767 | 100%  |

## Testvérvárosok
- Balvi, Lettország
- Kannus, Finnország
- Sebez, Oroszország
- Vårgårda, Svédország